# 三浦國雄
三浦 國雄（みうら くにお、1941年7月 - ）は、日本の中国哲学研究者。学位は、文学博士（大阪市立大学・論文博士・1995年）（学位論文「中国近世における気の展開」）。大阪市立大学名誉教授。四川大学文化科技協同創新研発中心教授。

## 経歴
大阪市生まれ。1964年大阪市立大学文学部中国哲学卒業。1972年京都大学大学院博士課程中退。京都大学助手、東北大学助教授、大阪市立大学教授、1995年「中国近世における気の展開」で大阪市立大学より文学博士の学位を取得。2004年定年退官、名誉教授、大東文化大学文学部教授。2012年退休。専攻は中国思想史、東アジア比較文化論。日本道教学会会長（2000年-2001年度）。

## 著作

### 単著
- 『人類の知的遺産19 朱子』講談社 1979
  - 『朱子伝』平凡社ライブラリー 2010、改訂版
- 『中国の人と思想 7 王安石 濁流に立つ』集英社 1985
- 『中国人のトポス 洞窟・風水・壷中天』平凡社選書 1988
  - 『風水　中国人のトポス』平凡社ライブラリー 1995、改訂版
- 『気の中国文化 気功・養生・風水・易』創元社 1994
- 『朱子と気と身体』平凡社 1997
- 『不老不死という欲望 中国人の夢と実践』人文書院 2000
- 『風水・暦・陰陽師 中国文化の辺縁としての沖縄』榕樹書林 2005（琉球弧叢書10）
- 『風水講義』文藝春秋〈文春新書〉 2006／法蔵館文庫 2023、改訂版
- 『易経 増訂』東洋書院 2008

### 編著
- 『術の思想 医・長生・呪・交霊・風水』風響社 2013

### 共編
- 『環中国海の民俗と文化 風水論集 第4巻』 渡辺欣雄共編 凱風社 1994
- 『道教の生命観と身体論 講座道教 第3巻』 堀池信夫・大形徹 雄山閣出版 2000

### 翻訳
- 『中国文明選 3 朱子集』 吉川幸次郎共著 朝日新聞社 1976
  - 『「朱子語類」抄』 講談社学術文庫 2008、改訳版
- 『鑑賞中国の古典 第1巻 易経』 角川書店 1988
  - 『中国の古典 易経』 角川ソフィア文庫 2010、抜粋判
- 『朝鮮の道教』 車柱環、野崎充彦共訳、人文書院 1990
- 蕭崇業、謝杰『使琉球録』 原田禹雄との共訳注、榕樹書林 2011（第32回沖縄タイムス出版文化賞特別賞受賞）
- 姜生『道教と科学技術』 東方書店 2017（東方学術翻訳叢書）

### 監修・監訳
- 何曉昕著、宮崎順子訳『風水探源 中国風水の歴史と実際』人文書院 1995
- カトリーヌ・デスプ著、門田真知子訳『女のタオイスム 中国女性道教史』人文書院 1996
- リチャード・J・スミス著、加藤千恵訳『通書の世界 中国人の日選び』凱風社 1998

### 科研報告
- 『術数書の基礎的文献学的研究―主要術数文献解題　初・続・三編』(編集と解題) 2007-2012

## 参考記事
- 著書の略歴